# 一岡神社

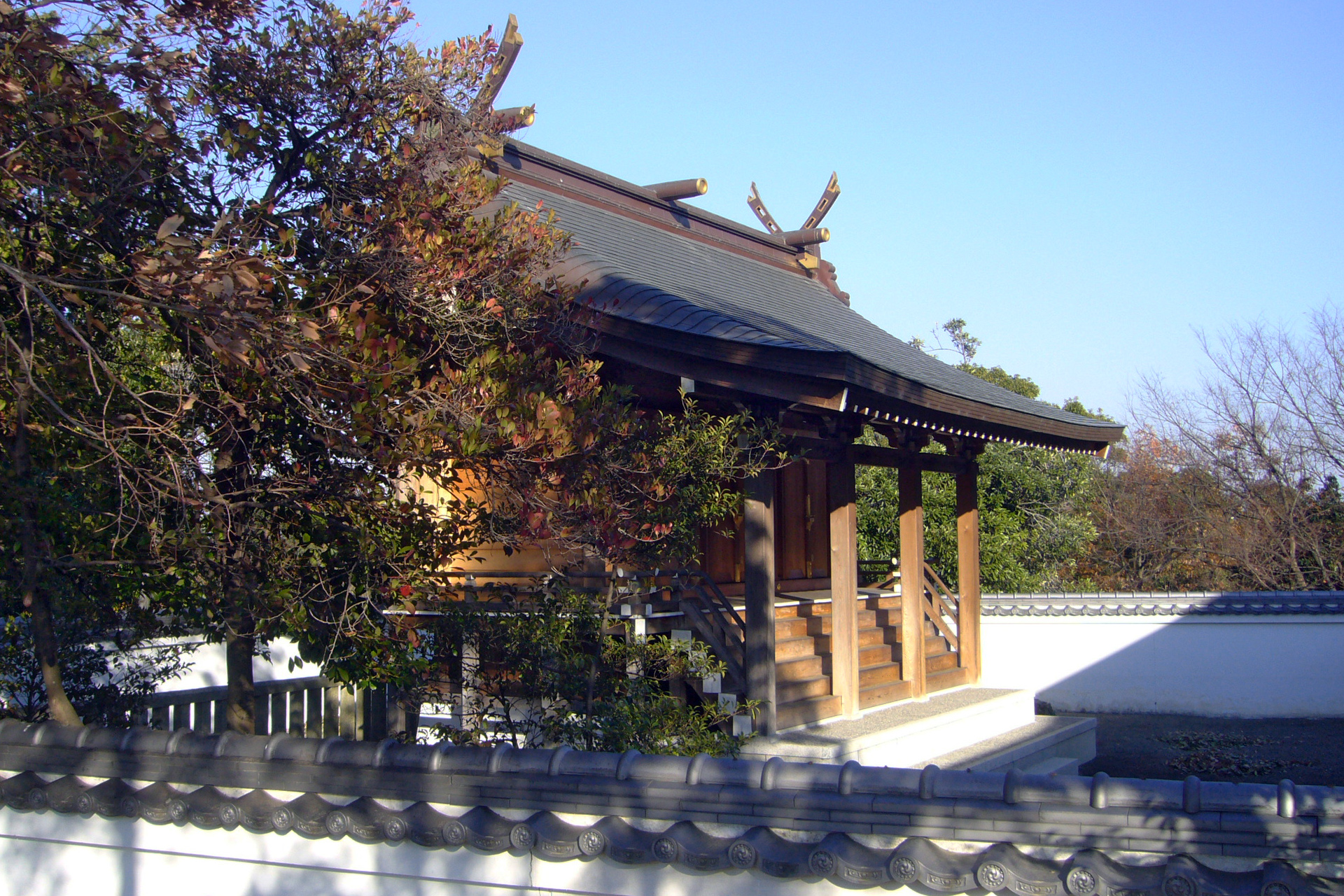
本殿

一岡神社（いちおかじんじゃ）は、大阪府泉南市にある神社。一丘神社とも書く。「祇園さん」とも称される。

## 祭神
- 主祭神 - 建速須佐之男尊
- 相殿神 - 稲田姫尊、八王子命
- 配祀神 - 菅原道真、誉田別命

## 歴史
創建年代等については不詳であるが、欽明天皇元年（539年）に創建され、崇峻天皇5年（592年）に厩戸皇子がこの地に海会寺を建立すると、当社の名を海営宮に改めてその鎮守としたと伝わる。後に正一位の神階に達したともいう。また「大社」と呼ばれていたともいう。
天正5年（1577年）に行われた織田信長による雑賀攻めの兵火に掛かって焼失するが、文禄5年（1596年）に村民氏子によって再建された。
1907年（明治40年）12月9日に熊野九十九王子の一つである厩戸王子を境内に移し、境内社の市杵島神社としている。境内は海会寺跡地の一角にあり、本殿と拝殿は海会寺金堂跡の上に建てられている。
府道64号（熊野街道）を挟んで南側に古代史博物館がある。

## 境内
- 本殿 - 海会寺金堂の跡地に建てられている。
- 拝殿 - 海会寺金堂の跡地に建てられている。拝殿の東には金堂の礎石が残されている。
- 海会寺金堂跡 - 土壇の一部が残されている。
- 海会寺塔跡 - 基壇が復元されている。
- 海会寺講堂跡 - 基壇が復元されている。
- 海会寺回廊跡 - 礎石と柱の下部が復元されている。
- 社務所

### 摂・末社
- 白山神社 - 祭神：伊邪那岐尊
- 日吉神社 - 祭神：大国主命
- 稲荷神社 - 祭神：宇迦之御魂命、猿田彦命
- 厩戸王子神社 - 祭神：厩戸王子命
- 市杵島姫神社 - 祭神：市杵島姫命
- 牛神神社 - 祭神：大己貴命

## 文化財

### 国指定史跡
- 海会寺跡

### 大阪府指定史跡
- 廐戸王子跡

## 祭事
- 例祭 - 10月第2土・日曜日